# 이홍술
이홍술(李弘述, 1647년 ~ 1722년 5월 17일)은 조선 후기의 왕족 출신 무신, 정치인이며, 자는 사선(士善)이다. 노론 삼장신(三將臣)이다. 훈련대장(訓練大將) 및 형조 판서(刑曹 判書)를 지냈으며, 연잉군(영조)을 왕세제로 책봉하는데 기여했다. 덕흥대원군 초(德興大院君 岹)의 5대손이다. 1675년(숙종 1) 무과에 급제하여 내금위장 자산군수, 창성부사, 선천부사, 절도사, 황해병사, 병조참판 등을 역임하였다. 목호룡에 의해 경종의 암살 미수범의 동조자의 한 사람으로 몰려 사형당했다.

## 생애

### 생애 초반
조선 후기의 무신으로 본관은 전주(全州), 휘는 홍술(弘述), 자는 사선(士善), 시호는 충정(忠定)이다. 덕흥대원군의 아들 하원군(河原君) 이정(李鋥)의 4대손이며, 종실 응천군 이돈(凝川君 李潡)의 손자이다. 아버지는 증 이조판서(吏曹判書) 이석한(李錫漢)이며, 어머니는 호군(護軍) 경주인(慶州人) 김광익(金光翼)의 딸로 증 정부인 김씨(貞夫人 金氏)이다. 부인은 증 승지(承旨) 광산인(光山人) 김정탁(金廷鐸)의 딸로 증 정경부인(貞敬夫人) 김씨(金氏)이다.
증 이판 이석한의 3남으로 1647년(인조 25) 11월 30일 탄생하였다. 3살 때 어머니를 여의고 아버지 슬하에서 성장했다. 1675년(숙종 1) 무과에 급제하여 1676년(숙종 2) 5월 16일 선전관(宣傳官)에 제수되었다.
1680년(숙종 6) 경신환국 직후 부호군이 되었다. 1680년(숙종 6년) 보사원종공신 1등(保社原從功臣一等)에 책록되었다.

### 무인 생활

#### 지방관 활동
1680년(숙종 6) 내금위장(內禁衛將)을 거쳐 이해 8월 6일 자산부사(慈山府使), 자산군수(慈山郡守), 내금위장(內禁衛將)을 거쳐 이해 9월 11일 평산부사(平山府使)을 역임하였다. 1681년(숙종 7) 12월 3일 부호군(副護軍)를 거쳐 이해 12월 22일 창성부사(昌城府使)을 역임하고, 1682년(숙종 8) 7월 25일 선천부사(宣川府使) 겸 감목관(監牧官)를 거쳐 1684년(숙종 10) 호군(護軍), 영천총(營千摠)이 되었다.
1685년(숙종 11) 4월 15일 선천 부사(宣川府使)로 재임 중 청강진(淸江鎭)의 군졸(軍卒)이 은(銀)을 도적질한 일을 추문(推問)해 내고자 하여 함부로 혹형(酷刑)을 베풀어서 그들 부자(父子)가 모두 죽어 처음 탈고신(奪告身)에 그쳤으나 우의정(右議政) 남구만(南九萬)이 차자를 올려 대흥산성(大興山城)의 별장(別將) 직을 파직하고 포도 대장과 형조의 당상을 추고(推考)하라고 명하였다.
1686년(숙종 12) 12월 21일 소강첨사(所江僉使)를 거쳐 1687년(숙종 13) 2월 2일 절도사(節度使), 방어사(防禦使)를 거쳐 이해 4월 17일 경상우병사(慶尙右兵使)를 역임하고 이해 9월 28일 가선대부(嘉善大夫)에 가자되고, 이해 12월 20일 황해병사(黃海兵使)을 역임하였다. 1690년(숙종 16) 별장(別將)을 거쳐 1691년(숙종 17) 6월 24일 길주목사(吉州牧使)를 역임하였다. 1692년 의주목사가 되었다.
1695년(숙종 21) 6월 5일 북로(北路)의 군병(軍兵)의 조총(鳥銃) 사용을 허락할 것을 청하였으나 임금이 따르지 않았다. 대개 우리 나라는 조총을 장기(長技)로 삼는데, 북로에 범월(犯越)의 우환이 잦았으므로, 민간(民間)의 조총을 관부(官府)에다 거두어 두어 사용할 수 없게 하니, 연소(年少)한 군병 중에는 간혹 조총이 어떠한 물건인지 알지 못하는 자도 있었다. 이때에 와서 이홍술이 민간의 사용을 허가하고, 매양 3일마다 점명(點名)할 때 총을 가지고 와서 모이게 한다면, 무기(武器)를 정비하여 환란에 대비하는 방도를 둘 다 달성할 수 있을 것이라고 청하니, 임금이 이를 어렵게 여겼다. 그 뒤에 권시경(權是經)·민진후(閔鎭厚) 등이 다 북로로부터 돌아와 이 일을 청하였으나, 끝내 따르지 않았다.
이홍술이 또 말하기를, “북로(北路)의 봉화(烽火)는 경흥(慶興)에서 시작되어, 강변(江邊)의 여섯 고을이 차례차례 서로 응(應)하게 되어 있는데, 산이 높은데다 구름이 가려서 단절(斷絶)되고 서로 응하지 못합니다. 신의 생각에는 강변의 여섯 고을은 모두 변방의 경계이니, 굳이 경흥(慶興)에서 시작하기를 기다려 봉화를 들 필요는 없을 듯합니다. 산이 높고 구름이 가려 어두운 곳은 봉군(烽軍)을 절반으로 나누되, 직로(直路)의 서로 마주보이는 산에 내려 배치하고, 강변의 여섯 고을로 하여금 각자 봉화를 들어 북병영(北兵營)에 고기 비늘처럼 서로 차례차례 응하여 도달하도록 한다면, 단절될 우려는 없을 듯합니다.”하였다. 이해 11월 30일 비국(備局)에서 회령(會寧) 백성이 월경(越境)하여 도적질을 한 이유로 나국(拿鞫) 당하였고, 이해 12월 10일 영의정(領議政) 남구만(南九萬)이 서로(西路)가 흉년듦을 가지고 상차(上箚)하여, 평안 병사(平安兵使)을 전대로 유임(留任)하였다.
1697년(숙종 23) 6월 15일 삼도수군통제사(三道水軍統制使)을 역임하고, 1699년(숙종 25) 부호군(副護軍)를 거쳐 이해 윤 7월 26일 총융사(摠戎使)가 되고, 이해 8월 14일 춘당대(春塘臺) 친림시(親臨試) 때 참시관(參試官)이 되고, 이해 10월 8일 문과회시(文科會試) 때 2소시관(二所試官)이 되었다.
1700년(숙종 26) 오위도총부 부총관(副摠管), 동돈녕(同敦寧)이 되고, 이해 3월 4일 윤기(倫紀)의 죄를 얻은 사람 정유석(鄭維錫)의 무리를 불러다가 집 안에 기르며 대소(大小) 과장(科場)에서 간계(奸計)를 부린 터전을 만들었고, 그의 조카 이세정(李世禎)이 외장(外場)에서 불법으로 합격하게 하였다고 하여 파직되었다가 다시 호군(護軍)을 거쳐 이해 8월 7일 총융사(摠戎使)에 제수되고, 이해 9월 2일 오위도총부부총관(副摠管)를 거쳐 9월 25일 우변포감대장(右邊捕監大將)에 제수 되고, 이해 11월 9일 다시 오위도총부부총관(副摠管)를 거쳐 11월 18일 훈련도정(訓鍊都正)이 되었다.
1701년(숙종 27) 2월 21일 어영대장(御營大將)에 제수 되었다. 이해 3월 어영대장에 제수 한것에 대해 정언 이동언(李東彦), 정언(正言) 유태명(柳泰明) 등이 과옥(科獄)에 관계되었으니, 그때 대간(臺諫)이 탄핵한 것은 대개 공의(公議)에서 나온 것이라 파직하라고 상소하였으나 윤허하지 않았다.
1702년(숙종 28) 윤 6월 12일 북병사(北兵使)에 제수되어 이해 윤 8월 24일 북병사(北兵使) 이홍술(李弘述)이 사조(辭朝)하니, 임금을 인견(引見)하고, 이홍술이 아뢰길, "조총(鳥銃)은 곧 무기(武器) 가운데 가장 중요한 것인데, 북쪽의 백성들이 금법(禁法)을 범하고 국경(國境)을 넘어갈까 염려하여, 관아에서 거두어 모아 간직해 두고서 조련(操鍊)할 수 없도록 하고 있습니다. 명색이 군정(軍丁)이 되어서 조총(鳥銃)이 어떤 물건인지도 알지 못하니, 진실로 딱합니다."하고, 승지(承旨) 정호(鄭澔)가 아뢰길, "만약 국경을 범하는 것을 경계한다면, 비록 포수(砲手)가 아니더라도 삼(蔘)을 캐러 금법을 범하고 국경을 넘어가는 우환이 또한 매우 빈번하니, 어떻게 이에 취해(吹薤)하여 적(敵)을 방어하는 장기(長技)까지 아울러 없앨 수 있겠습니까? 조총을 전례(前例)대로 포수(砲手)에게 내어 주고, 본관(本官)으로 하여금 5일에 한 번씩 점검하게 한다면, 5일만에 어찌 감히 국경을 범하여 왕래하겠습니까?" 하니, 임금이 이르길, "조총을 간직해 둔 후에 간사한 백성들이 지경을 범하여 넘어간 자가 또한 많이 있었으니, 금법을 범하고 국경을 넘어가는 우환이 어찌 오로지 조총에만 있겠는가? 마땅히 변통(變通)할 방법이 있어야 할 듯하나 일이 중대한 데 관계되니, 대신(大臣)에게 의논하여 처리하도록 하라." 하였다. 정호가 아뢰길, "북쪽 지방의 여러 고을은 모두 연해(沿海)에 있고, 또 그 성루(成壘)가 하나도 험준한 땅에 웅거한 곳이 없으니, 설령 정강(精强)한 기병(騎兵)이 그득하게 쳐들어온다면 누가 이를 막을 수 있겠습니까? 경성(鏡城) 이남에는 마천령(磨天嶺)·마운령(磨雲嶺)·함관령(咸關嶺)·철령(鐵嶺)이 있고 형세가 험하니, 실로 하늘이 만든 땅입니다. 고(故) 상신(相臣) 민정중(閔鼎重)이 감사(監司)가 되었을 때, 감사의 행영(行營)을 마천령(磨天嶺)에 설치하여, 적이 침입하면 머물러서 방어하기를 마치 병사(兵使)의 행영(行營)처럼 하기로 하였는데, 미처 설치되기도 전에 체직(遞職)되어 돌아갔습니다. 신의 의견으로는, 마천령에 영(營)을 설치하는 것이 비록 쉽지는 않겠지만, 만약 연해(沿海)의 요해처(要害處)에 진보(鎭堡)를 설치하고 각기 수군 첨사(水軍僉使)를 두며, 지방의 어부(漁夫)를 뽑아내어 군기(軍器)를 나누어 주고 연습(鍊習)하게 하여서 위급할 때 도와줄 세력으로 삼는다면, 실로 좋은 계책이 될 것이라고 생각합니다."하고, 이홍술은 아뢰길, "적병이 거침없이 달려오는 형세를 막으려면, 수군(水軍)을 설치하는 것보다 더 나은 것이 없습니다. 길주(吉州)의 성진(城津)도 또한 연해(沿海)의 요충(要衝)인데 원래 군사를 두어 방수(防守)한 일이 없으니, 지금 만약 수군(水軍)을 많이 정하여 변고에 대비하게 한다면 좋을 듯합니다."하니, 임금이 이홍술에게 명하여, 부임한 후에 적당한지의 여부를 살펴서 계문(啓聞)하게 하였다.
1704년(숙종 30) 3월 25일 영의정(領議政) 신완(申琓)이 북도(北道)의 월경(越境)을 범한 데 대한 장계(狀啓)에 날짜가 틀리고 지명(地名)이 분명하지 않고 피살된 사람도 상호(商胡)인지 주호(走胡)인지 몰라서 의심스러운 일이 많다는 것으로 도신(道臣)을 추고할 것을 청하자 함경 감사(咸鏡監司) 이진휴(李震休)와 북병사(北兵使) 이홍술(李弘述)은 모두 파직(罷職)하고, 지방관도 아울러 파직하여 유(流) 3천리에 처하며, 죄인의 원적관(原籍官)은 5자급(資級)을 강등하고, 지방관으로 기미를 알고 포착(捕捉)한 자는 단지 파직만 하며, 깨달아 살피지 못한 자는 극변(極邊)에 충군(充軍)하라 하였다.

#### 관료생활 중반
1705년(숙종 31) 절도사(節度使)를 거쳐 이해 4월 25일 부사직(副司直)에 제수되고, 이해 4월 27일 부총관(副摠管)에 제수되어 무과 참시관(武科參試官)이 되고, 이해 7월 23일 도총관(都摠管)이 되고, 적여포도대장(適與捕盜大將)을 거쳐 이해 9월 24일 동지(同知)가 되었다.
1706년(숙종 32) 3월 11일 모화관 무과전시(慕華館 武科殿試) 때 참시관(參試官)이 되고, 이해 3월 25일 훈련도정(訓鍊都正)을 겸임하고, 좌우포도대장(左右捕盜大將)이 되었다. 1707년(숙종 33) 2월 9일 별시 초시(別試 初試) 때 2소시관(二所試官)이 되고, 이해 3월 15일 무과(武科) 때 2소시관(二所試官)이 되고, 부총관(副摠管), 이해 9월 17일 동당 문과초시(東堂 文科初試) 때 무1소시관(武一所試官)이 되었다. 1708년(숙종 34) 수원부사(水原府使)를 거쳐 부총관(副摠管), 우변포도대장(右邊捕盜大將)을 역임하고, 이해 윤 3월 15일 문무과전시(文武科殿試) 때 참시관(參試官)이 되고, 경기수사(京畿水使)를 역임하였다.
1710년(숙종 36) 부호군(副護軍) 이해 7월 6일 훈련도정(訓鍊都正) 겸임하고, 다시 경기수사(京畿水使)가 되고, 이해 9월 17일 무2소시관(武二所試官)에 임명되고, 도총관(都摠管)을 거쳐 이해 11월 26일 우변포도대장(右邊捕盜大將)에 제수되고, 이해 12월 14일 평안병사(平安兵使)가 되었다.
1711년(숙종 37) 1월 24일 평안 병사(平安兵使) 이홍술(李弘述)이 사조(辭朝)하니, 임금이 인견(引見)하고 칙유(勅諭)하였다. 이홍술이 말하기를, "안주(安州)와 평양(平壤)은 나라의 요충지(要衝地)인데도 병자년 1636년(인조 14) 뒤로 약조(約條)에 구애되어 성첩(城堞)을 전연 수리(修理)하지 못하였습니다. 지난번 북자(北咨)에 마음을 써서 방수(防守)하게 하였으니, 이 기회에 수축(修築)함이 마땅할 듯합니다." 하니, 임금이 각별히 수축하라고 명하였다.
1713년(숙종 39) 3월 6일 우변포도대장(右邊捕盜大將)에 제수되고, 이해 4월 12일 훈련도정(訓鍊都正)을 겸임하고, 이해 5월 23일 동지(同知)를 거쳐 이해 8월 11일 좌윤(左尹)을 역임하고, 이해 11월 3일 수원부사(水原府使)가 되었다. 1715년(숙종 41) 6월 12일 부호군(副護軍)을 거쳐 이해 9월 1일 부총관(副摠管)이 되고, 이해 9월 11일 훈련도정(訓鍊都正)을 거쳐 이해 10월 12일 좌변포도대장(左邊捕盜大將)이 되었다. 1716년(숙종 42) 1월 26일 우변포도대장(右邊捕盜大將)에 제수되고, 이해 1월 27일 훈련도정(訓鍊都正), 서상관(書狀官)을 거쳐 이해 9월 26일 형조참판(刑曹參判)에 제수 되고, 이해 9월 28일 훈련대장(訓鍊大將)에 제수되었다.
1717년(숙종 43) 3월 9일 부사직(副司直)을 거쳐 이해 5월 11일 형조참판(刑曹參判)에 제수되고, 이해 8월 19일 중시무과초시(重試武科初試) 때 1소시관(一所試官)에 임명되고, 이해 8월 27일 동당문과초시(東堂 文科 初試) 때 무과 2소시관(武科 二所試官)에 임명되고, 부호군(副護軍)을 거쳐 이해 12월 7일 우윤(右尹)에 제수되었다.
1718년(숙종 44) 1월 8일 병조참판(兵曹參判)에 제수되고, 이해 4월 1일 우윤(右尹)이 되고, 윤 8월 17일 좌윤(左尹), 훈련 대장(訓鍊大將)이 되고, 이해 9월 5일 훈련 대장(訓鍊大將) 이홍술(李弘述)이 말하길, "금년의 전염병은 옛날에 없던 바로 도감(都監)의 군병(軍兵)으로서 사망한 자가 매우 많은데, 금위영(禁衞營)과 어영청(御營廳) 두 군영(軍營)의 군병이 해마다 번(番)을 정지하게 되니, 각처에 입직(入直)하는 일을 모두 도감의 군병이 혼자 담당하고 있습니다. 따라서 도감의 군병이 휴식할 시간이 없으니, 마땅히 위로하고 즐겁게 하는 일이 있어야 할 것입니다. 중순(中旬) 시재(試才)를 내일부터 시작하려고 하는데, 많은 상포(賞布)를 장만하지 못했습니다. 청컨대 금위영과 어영청 두 군영에서 바친 정번포(停番布) 각 20동(同)을 빌어서 옮겨다 나누어 주게 하소서."하니, 세자(世子)가 옳게 여겼다.

### 생애 후반
1718년(숙종 44) 10월 17일 무과전시 참시관(武科殿試 參試官)에 임명되고, 이해 12월 20일 훈령도정(訓鍊都正)이 되고, 이해 12월 25일 훈련지사(訓鍊知事), 이해 12월 27일 부총관(副摠管)이 되었다.
1719년(숙종 45) 이해 2월 29일 무과별시전시 시관(武科別試殿試 試官)에 임명되고, 중추부사(中樞府事)에 제수되고, 훈련대장(訓鍊大將), 지중추부사(知中樞府事) 10월 20일 훈련 대장(訓鍊大將) 이홍술(李弘述)이 말하길, "전일에 의주(義州)의 수신(守臣)이 장계(狀啓)하기를, ‘피인(彼人)이 심양성(瀋陽城)을 더 쌓고 있다.’고 하였는데, 이는 반드시 까닭이 있기 때문입니다. 우리 나라에서 잇따라 흉년을 만나 양서(兩西)의 군정(軍政)을 완전히 포기하였으므로, 군병(軍兵)이 혹은 흩어지고 혹은 죽어 빈 장부만 있으니, 만약 혹시라도 뜻하지 않은 변고(變故)가 있다면 어떻게 방어(防禦)하겠습니까? 삼남(三南)은 영장(營將)을 더 설치하였으므로 군병(軍兵)을 완전히 포기하는 데에 이르지는 않았으나, 양서(兩西)는 단지 수령(守令)으로 하여금 이를 겸임하게 하였으므로, 여러 검칙(檢飭)하는 일들이 수령(守令)의 관문(關文)에 지나지 않으니, 누가 기꺼이 생각을 기울이겠습니까? 만약 양서(兩西)에 따로 영장(營將)을 설치한다면 반드시 그 공효(功效)가 있을 것입니다."하였는데, 우의정(右議政) 이건명(李健命)이 말하길, "양서에 영장을 설치하는 것이 진실로 좋습니다. 다만 양서는 전세(田稅)가 매우 적은데, 만약 영장을 내보내면 반드시 늠료(廩料)를 주어야 할 것이고, 거느리는 병졸도 또한 적지 않을 것이니, 이것을 조치(措置)할 방도가 없습니다." 하자, 이홍술이 말하길, "양서에는 긴요하지 않는 첨사(僉使)와 만호(萬戶)가 매우 많으니, 그 액수(額數)를 헤아려 줄이고 영장을 설치하면 새로 창설(創設)하는 폐단이 없고 일도 반드시 착실해질 것입니다." 하므로, 이건명이 말하길, "갑자기 결정할 수는 없으니, 청컨대 묘당(廟堂)으로 하여금 품처(稟處)하게 하소서."하니, 세자가 옳게 여겼다.
1720년(숙종 46) 6월 8일 숙종이 승하 하였을 때 호위 궁성 훈련대장(扈衞宮城訓鍊大將)으로 흥화문(興化門)을 지키고 역모를 막았다. 병조 판서(兵曹判書) 이만성(李晩成)은 개양문(開陽門)을 지켰는데, 모두 등(燈)을 달고 조두(刁斗)를 쳐 왕위를 계승하는 날에 이르러서야 그만 두었다. 이만성은 경계하여 지키며 잡인(雜人)이 함부로 드나드는 것을 자못 엄하게 금하였다.
1720년(경종 즉위년) 7월 11일 군기제조(軍器提調)를 거쳐 지중추부사(知中樞府事), 한성판윤(漢城判尹)을 역임하하였다. 이해 9월 21일 김창집(金昌集)의 집에 자주 드나들던 술사(術士) 육현(陸玄)을 태장(笞杖)을 쳐서 죽였는데, 육현이 김창집의 음모 사실을 알고 있었으므로 김창집의 사주(使嗾)를 받아 죽였다는 소론 측의 탄핵을 받았으나 경종이 듣지 않아 무사하였다. 이해 10월 3일 돈체사 훈련대장(頓遞使 訓鍊大將), 돈체사 판윤(頓遞使 判尹)을 역임하였다.
1721년(경종 1) 2월 4일 형조판서(刑曹判書)에 제수되고, 이해 4월 25일 훈련 대장(訓鍊大將) 이홍술(李弘述)이 아뢰길, "무변(武弁) 중에는 의지하여 믿을 만한 사람이 없으니, 청컨대 대신에게 물으시어 사인(士人) 중에서 쓸 만한 사람을 군직(軍職)에 임명하여 무예(武藝)를 권장하게 하소서." 하였다. 이홍술도 또한 신계(申啓)가 합당한 정상(情狀)을 말하니, 임금이 그대로 시행하게 하였다. 이해 7월 21일 특진관(特進官)을 거쳐 이해 8월 10일 판윤(判尹)에 제수되고, 연잉군(延礽君 : 영조)의 왕세제(王世弟)로 책봉하는데 기여하였다. 1722년(경종 2) 목호룡(睦虎龍)이 경종 암살 미수범으로 지목해 투옥되었다.
```
이홍술의 옥중 졸기
이홍술(李弘述)이 옥중(獄中)에서 죽었다. 이홍술은 침착하고 굳세어 기사(騎射)에 능했으므로, 젊어서 무과(武科)에 급제하였다.
숙종조(肅宗朝)에 평안도 절도사가 되어서는 명망이 무신 가운데 으뜸이었다. 숙종 42년에 훈련 대장에 승진되고 형조 판서를 지냈다.
숙종이 승하(昇遐)하자 금병(禁兵)을 거느리고 궁성(宮城)을 호위하였는데, 행진(行陣)을 엄중히 하여 출입자를 기찰(譏察)하였다.
비록 수보(首輔)인 
김창집
(金昌集)의 명령도 받지 않았으므로, 궁문(宮門)이 숙연(肅然)하여 시끄러운 일이 없었다.

경종
(景宗)이 즉위하여서는 대신(大臣)과 함께 저사(儲嗣)를 세울 것을 청하여 임금이 허락하였으므로,
드디어 
영종
(英宗)을 책립(冊立)하여 왕세제(王世弟)로 삼았다.
그런데 
김일경
(金一鏡)이 은밀히 환관(宦官) 
박상검
(朴尙儉)과 결탁하여 교지(橋旨)로 선전관(宣傳官)을 발견(發遣)하여
이홍술의 병부(兵符)를 빼앗았다.
처음에 이홍술이 포도 대장을 겸직하고 있을 적에 요인(妖人) 
육현
(陸玄)이 무리를 모아 도적질을 하였으므로 체포하여
장살(杖殺)하였는데, 김일경이, '육현은 평소 김창집의 문하에 노닐었으므로, 그들의 은밀한 일을 알게 되자,
김창집이 그를 미워한 끝에 몰래 이홍술을 시켜 때려 죽임으로써 그 입을 봉하려 했던 것이다.'고 하면서
이홍술을 하옥(下獄)시키고 고문을 가하여 힐문했으나, 이홍술이 사기(辭氣)를 조금도 굽히지 않았으므로,
옥졸(獄卒)들도 경복(警服)하였다.

서덕수
(徐德修)는 고문을 받다가 죽었으므로 옥리(獄吏)가 결안(結案)에다 대신 압서(押署)하였다.
또 이홍술을 협박하니, 이홍술이 꾸짖어 말하기를, ‘죽는 것은 쉬운 일이다.
내가 어떻게 거짓 승복을 할 수 있겠는가?’ 하고, 끝내 승복하지 않은 채 옥중에서 죽었는데, 그때 나이 76세였다.
[
10
]
```

그해 목호룡이 삼급수(三急手)를 이용한 경종 시해(弑害) 계획을 밀고하자, 그는 주동자로 몰려 신문을 받았으나 끝내 불복(不服)하고, 매를 맞아 옥중(獄中)에서 1722년(경종 2) 5월 17일 향년 76세로 별세하였다.

### 사후
죽은 뒤 가산이 적몰(籍沒)되고, 그의 가옥은 목호룡에게 상급(賞給)으로 나갔다.
1725년(영조 1) 8월 11일 신원(伸寃) 되었고, 증 숭정대부(崇政大夫) 의정부좌찬성(左贊成) 겸 의금부판사 세자이사(世子二師)에 증직되었으며, 1727년(영조 3) 10월 6일 소론의 집권으로 추탈되었다가 1741년(영조 17) 복관되어 다시 추증되었다. 바로 충정(忠定)이라는 시호(諡號) 받았다.
1865년(고종 2) 9월 25일 의정부영의정(領議政) 조두순(趙斗淳)이 아뢰길 "임인년(1722년)에 나라를 위하여 목숨을 바친 사람들로서 그 성취한 것이 단지 큰 변란을 평정하였다거나 큰 재난을 방지하는 정도에 그치지 않습니다. 세대가 변하여 단제(壇祭)를 지낼 날이 멀지 않았으니 부조지전(不祧之典)을 시행하여 공로를 기록해 두는 뜻을 부치는 것이 마땅합니다.”하여 대왕대비 명으로 그의 신주는 부조지전(不祧之典)이 되었다.
경기도 남양주시 별내면 수락산(水落山) 청학동(靑鶴洞) 계곡에 그의 신도비(神道碑)가 있다.

## 가족관계
- 아버지 : 이석한(李錫漢, 1614년 ~ 1677년)
- 어머니 : 증 정부인 김씨(貞夫人 金氏, 1609년 ~ 1649년), 호군(護軍) 경주인(慶州人) 김광익(金光翼)의 딸.
  - 동복형 : 이홍일(李弘逸, 1640년 ~ 1718년), 백부 도정궁(都正宮) 동지돈녕부사 이정한(李挺漢, 1601년 ~ 1671년)에게 출계.
  - 동복형 : 이홍달(李弘達, 1645년 ~ 1662년)
- 부인 : 증 정경부인 김씨(貞敬夫人 金氏, 1648년 ~ ?년), 증 승지(承旨) 광산인(光山人) 김정탁(金廷鐸)의 딸.
  - 아들 : 이세희(李世禧, 1680년 ~ 1715년)
  - 장녀 : 청송인(靑松人) 심수징(沈壽徵)에게 하가.
  - 2녀 : 임천인(林川人) 조명복(趙明復)에게 하가.
- 서모 : 양녀(良女) 차영(次英)
  - 이복동생 : 이홍선(李弘選, 1652년 ~ 1725년)
  - 이복동생 : 이홍매(李弘邁, 1655년 ~ 1743년)
  - 이복동생 : 이홍수(李弘遂, 1669년 ~ 1723년)